# Chila
 (avril 2018).
Si vous disposez d'ouvrages ou d'articles de référence ou si vous connaissez des sites web de qualité traitant du thème abordé ici, merci de compléter l'article en donnant les références utiles à sa vérifiabilité et en les liant à la section « Notes et références ».
Pour les articles homonymes, voir Chila (homonymie).
Chila fut catholicos de l'Église de l'Orient de 503 à sa mort en 523.

## Biographie
Natif de Séleucie-Ctésiphon, il était avant son élection archidiacre du catholicos Babowaï II. C'était un homme marié et père de famille. Selon la Chronique de Séert, il était « infatué de sa science » (contrairement à son prédécesseur, qui selon Mari ibn Sulayman était illettré, et qu'il avait donc dû assister dans ce domaine), il avait des préoccupations mondaines et aimait beaucoup trop l'argent. C'est sa femme qui l'aurait incité à ce comportement. Il excommunia le théologien Mari de Tahal qui lui reprochait sa conduite. Sous son pontificat, l'Église de l'Orient fut bien traitée par le roi Kavadh Ier, grâce à l'évêque Bouzaq de Suse (« Karka de Ledan » en syriaque), qui était aussi médecin et qui avait guéri le roi et sa fille d'une maladie. 
Un autre médecin chrétien, Élisée (ou Élicha), après avoir appris son métier dans l'Empire byzantin, vint s'installer à Ctésiphon et attira la faveur du roi et de ses ministres, y compris les mages. Chila maria sa fille à cet Élisée, et à sa mort le désigna par testament comme son successeur, espérant, selon la Chronique de Séert, que son influence profiterait à l'Église. Cette désignation, évidemment contraire au droit canonique, qui prévoyait une élection, fut approuvée par le clergé de Séleucie-Ctésiphon, mais suscita une opposition dirigée par l'évêque Bouzaq de Suse, qui organisa l'élection d'un autre catholicos, Narsaï. Il s'ensuivit un schisme qui dura douze ans.